# جيلبرت نيوتن لويس
جيلبرت نيوتن لويس (بالإنجليزية: Gilbert Newton Lewis) (25 أكتوبر 1875 – 23 مارس 1946) هو عالم كيمياء فيزيائية أمريكي اشتهر باكتشافه للرابطة التساهمية وبمفهوم زوج الإلكترونات وتركيب لويس والعديد من المساهمات في نظرية رابطة التكافؤ والتي شكلت النظريات الحديثة للروابط الكيميائية. ساهم لويس بنجاح في الديناميكا الحرارية والكيمياء الضوئية وفي فصل النظائر، كما أنه اشتهر بمفهوم الأحماض والقواعد.
وُلد جيلبرت نيوتن لويس في عام 1875 في ويماوث. بعد أن تحصل على درجة الدكتوراه من جامعة هارفارد ودراسته في الخارج في ألمانيا والفلبين، انتقل لويس إلى كاليفورنيا ليدرّس الكيمياء في جامعة كاليفورنيا. بعد عدة سنوات، أصبح لويس عميدا لكلية الكيمياء في بيركلي حيث قضى ما تبقى من حياته. كأستاذ جامعي، أدخل مفهوم الديناميكا الحرارية في منهج الكيمياء وأصلح الديناميكا الحرارية الكيميائية بطريقة رياضية متاحة للكيميائيين البسيطين. بدأ لويس قياس قيم الطاقة الحرة المرتبطة بالعديد من العمليات الكيميائية العضوية وغير العضوية.
في 1916، اقترح لويس نظرية الروابط الخاصة به وأضاف معلومات بخصوص الإلكترونات في الجدول الدوري للعناصر الكيميائية. في 1933، بدأ بحثه على فصل النظائر.عمل لويس على الهيدروجين وتمكن من تصفية عينة من الماء الثقيل. بعد ذلك قدم نظرية الأحماض والقواعد، وقام بالعمل على الكيمياء الضوئية في آخر سنوات حياته. في 1926، صاغ لويس مصطلح «فوتون» لوصف أصغر وحدة من الطاقة الإشعاعية. كان عضوا في أخوية ألفا تشي سيغما وهي أخوية الكيميائيين المحترفين.
على الرغم من أنه ترشح 41 مرة لجائزة نوبل في الكيمياء، إلا أنه لم يفز بها أبدا. في 23 مارس 1946، وُجد لويس ميتا في معمل بيركلي حيث كان يعمل على هيدروجين السيانيد. افترض الكثيرون أن سبب الوفاة هو الانتحار. بعد وفاة لويس، اتبع أبناؤه مسيرة والدهم في الكيمياء.

## السيرة الذاتية

### النشأة
وُلد لويس في 1875 وتربى في ويماوث ماساتشوستس، في الشارع الذي سُمي باسمه فيما بعد. في 1893 وبعد سنتين في جامعة نبراسكا، انتقل لويس إلى جامعة هارفارد حيث تحصل على بكالوريوس العلوم ف 1896. بعد سنة من التدريس في أكاديمية فيليبس في أندوفر، عاد لويس إلى هارفارد ليدرس مع عالم الكيمياء الفيزيائية ثيودور ويليام ريتشاردس وتحصل على الدكتوراه في 1899 بعد مناقشة رسالته على الجهد الكهروكيميائي. بعد سنة من التدريس في هارفارد، أخذ لويس منحة سفر إلى ألمانيا في مركز الكيمياء الفيزيائية حيث درس مع فالتر نيرنست في غوتنغن ومع فيلهلم أوستفالد في لايبزيغ. أثناء عمله في معمل نيرنست، تطورت عداوة بين لويس ونيرنست لمدى الحياة. في السنوات التالية، بدأ لويس نقد واستنكار معمله السابق في حالات متعددة حيث أطلق على عمل نيرنست في نظرية الحرارة الخاصة به «حلقة تدعو للندم في تاريخ الكيمياء». كان فيلهلم بالمر -أحد أصدقاء نيرنست- أحد أعضاء هيئة نوبل للكيمياء. هناك أدلة أنه استخدم ترشيح نوبل لمنع فوز لويس بجائزة نوبل في الكيمياء على أعماله في الديناميكا الحرارية ثلاث مرات، حيث استخدم منصبه كعضو في الهيئة لكتابة تقريرات سلبية عن لويس.

### الديناميكا الحرارية
نبعت معظم اهتمامات لويس المستمرة من سنوات دراسته في هارفارد والتي كان أهمها الديناميكا الحرارية والتي كان ريتشاردس نشطا جدا فيها في هذه الفترة. على الرغم من أن معظم العلاقات الهامة في الديناميكا الحرارية كانت معروفة بحلول 1895، إلا أنها كانت تُرى كمعادلات منفصلة ولم تكن قد وُضعت في نظام عقلاني بعد في صورة معادلة واحدة يمكن منها استنباط باقي المعادلات. بالإضافة إلى ذلك فقد كانت هذه المعادلات غير دقيقة حيث كانت تنطبق فقط على الأنظمة الكيميائية المثالية. كانت هاتان المشكلتان البارزتان في الديناميكا الحرارية النظرية. في رسالتين نظريتين طويلتين وطموحتين في 1900 و1901، حاول لويس أن يقدم حلا. قدم لويس مفهوم الفاعلية في الديناميكا الحرارية كما صاغ مصطلح الانفلاتية. كانت فكرة الانفلاتية الجديدة وظيفة بأبعاد ضغط والتي تعبر عن ميل العناصر إلى الانتقال من حالة كيميائية إلى أخرى. اعتقد لويس أن الانفلاتية كانت مبدأ أساسيا يمكن من خلاله اشتقاق نظام العلاقات الحقيقية في الديناميكا الحرارية. لم يُحقق هذا الأمل على الرغم من أن الانفلاتية وجدت مكانا دائما في وصف الغازات الحقيقية.
أظهرت رسائل لويس المبكرة أيضا وعيا متقدما غير عادي بأفكار جوزيه غيبس وبيير دويم عن الطاقة الحرة والكمون الدينامي الحراري. كانت هذه الأفكار معروفة جيدا لدى الفيزيائيين وعلماء الرياضيات، ولكن ليس لدى معظم الكيميائيين الذي اعتبروها إشكالية لا يمكن تطبيقها على الأنظمة الكيميائية. اعتمد معظم الكيميائيين على ديناميكية الحرارة الشائعة لمارسيلان بيرتيلو وفيلهلم أوستفالد وياكوبس فانت هوف والمدرسة المسعرية. حرارة التفاعل ليست قياسا لمقدار الميل نحو حدوث التغيرات الكيميائية، وأدرك لويس أن الطاقة الحرة والقصور الحراري فقط هما ما يوفران الديناميكا الحرارية الكيميائية المناسبة تماما. اشتق لويس الطاقة الحرة من الانفلاتية، حيث حاول –دون أن ينجح- أن يصل إلى تعبير دقيق عن وظيفة القصور الحراري والذي لم يكن قد تم تعريفه عند درجات الحرارة المنخفضة في 1901. حاول ريتشاردس أيضا وفشل، حتى نجح نيرنست في 1907 في قياس القصور الحراري بشكل واضح. على الرغم من أن نظام الانفلاتية الخاص بلويس لم يدم طويلا، إلا أن اهتماماته المبكرة بالطاقة الحرة والقصور الحراري هما ما أثمرا من أعماله، وكرس معظم مسيرته المهنية في جعل هذه المفاهيم المفيدة متاحة للكيميائيين العمليين.

### نظرية التكافؤ
حوالي عام 1902 بدأ لويس استخدام رسومات غير منشورة لذرات مكعبة الشكل في ملاحظات محاضراته، بحيث تمثل زوايا المكعب موقعا محتملا للأكترون. استخدم لويس هذه الملاحظات لاحقا في رسالته الكلاسيكية عام 1916 عن الروابط الكيميائية والتي كانت أول انطباع عن أفكاره.
بزغ اهتمام ثالث كبير للويس في سنوات هارفارد وهو نظرية التكافؤ. في 1902 أثناء محاولته شرح قوانين التكافؤ لطلابه، أتت للويس فكرة أن الذرات مكونة من تسلسلات مركزة من المكعبات يتواجد الإلكترون في زواياها. شرحت هذه «الذرة المكعبة» دورة ثمانية عناصر في الجدول الدوري كما كانت متفقة مع الاعتقاد السائد بأن الروابط الكيميائية تتكون بانتقال الإلكترونات لإعطاء كل ذرة مجوعة كاملة من ثمانية. من جديد لم يهتم مرشدوا لويس بنظريته والذين لم يكن لهم –مثل معظم الكيميائيين الأمركيين في ذلك الوقت- إحساس بمثل هذه البصيرة. لم ينشر لويس نظريته عن الذرات المكعبة، ولكن في 1916 أصبحت جزءا هاما من نظريته عن الإلكترونات المشاركة في الرابطة.

### النسبية
في 1908 نشر لويس أول رسالة عن النسبية من عدة رسائل تالية، والتي اشتق فيها العلاقة بين الكتلة والطاقة بطريقة مختلفة عن اشتقاق ألبرت أينشتاين. في 1909 مزج هو وريتشارد تولمان طريقته مع النسبية الخاصة. في 1912 قدم لويس وإدوين بيدويل ويلسون عملا كبيرا في الفيزياء الرياضية والذي لا يطبق على الهندسة البديهية عند دراسة الزمكان فقط، بل يلاحظ أيضا هوية خريطة الضغط في الزمكان وتحويلات لورينتز.

في 1913، انتُخب لويس في الأكاديمية الوطنية للعلوم. استقال لويس في 1934 حيث رفض أن يوضح سبب استقالته. افترض الكثيرون أن الاستقالة كانت بسبب نزاع على السياسات الداخلية للمؤسسة أو بسبب فشل الذين قدمهم في الانتخابات. قد يكون قراره بالاستقالة نابعا من استيائه بسبب جائزة نوبل في الكيمياء 1934 لطالبه هارولج أوري لاكتشافه الديوتيرويوم، وهي الجازة التي شعر لويس أنه كان لا بد أن يتشاركها معه لأعماله على تنقية ووصف الماء الثقيل.

### الأحماض والقواعد
في 1923، صاغ لويس نظرية زوج الإلكترونات في التفاعلات بين الأحماض والقواعد. في نظريته عن الأحماض والقواعد، «حمض لويس» هو قابل لزوج الإلكترونات و«قاعدة لويس» هو معط لزوج الإلكترونات. نشر لويس في هذه السنة أيضا دراسة عن نظرياته في الرابطة الكيميائية.
بناء على أعمال جوزيه غيبس، كان من المعروف أن التفاعلات الكيميائية المؤدية إلى اتزان تحددها الطاقة الحرة للعناصر المشاركة في التفاعل. قضى لويس 25 سنة محاولا تحديد الطاقات الحرة للعناصر المختلفة. في 1923 نشر لويس ومارلي راندل نتائج هذه الدراسة، والتي ساعدت في تكوين الديناميكية الحرارية الكيميائية الحديثة.

### الماء الثقيل
كان لويس أول من يقدم عينة نقية من أكسيد الديوتيريوم (الماء الثقيل) في 1933 وأول من يدرس حياة ونمو أشكال الحياة في الماء الثقيل. من خلال تسريع الديوتيريون (نوية الديوتيريوم) في المسرع الدوراني الخاص بإرنست لورانس، تمكن لويس من دراسة العديد من خواص النويات الذرية. أثناء الثلاثينات، كان لويس مرشدا لغلين سيبورغ الذي كان يعمل على أبحاث بعد الدكتوراه كمساعد لويس الخاص. فاز سيبورغ بجائزة نوبل في الكيمياء سنة 1951 وتم تكريمه بتسمية عنصر سيبورغيوم باسمه وهو لا يزال حيا.

### إنجازات أخرى
في 1921، كان لويس أول من اقترح معادلة تجريبية تصف فشل الكهارل القوية في اتباع قانون فاعلية الكتلة، المشكلة التي حيرت علماء الكيمياء الفيزيائية لعشرين سنة. تم تأكيد معادلاته التجريبية لما أسماه القوة الأيونية لاحقا والتي توافقت مع معادلات ديبي هوكيل للكهارل القوية والمنشورة سنة 1923.
في 1924، ومن خلال دراسة الخواص المغناطيسية لمحاليل الأكسجين في سائل النيتروجين، اكتشف لويس تكوّن جزيء O4. كان هذا أول دليل على الأكسجين الرباعي.
في 1926، صاغ لويس مصطلح فوتون لوصف أصغر وحدة من الطاقة الإشعاعية (الضوء). في الواقع، فإن ناتج رسالته عن الطبيعة لم يكن ما أراده. في الرسالة اقترح أن الفوتون هو العنصر الهيكلي وليس الطاقة. أصر لويس على الحاجة إلى متغير جديد هو عدد الفوتونات. على الرغم من أن نظريته اختلفت عن النظرية الكمية للضوء التي قدمها ألبرت أينشتاين سنة 1905، إلا أن أينشتاين اقتبس اسمه في ما أسماه أينشتاين الكم الضوئي (Lichtquant باللغة الألمانية).

### السنوات الأخيرة
بمرور سنوات مسيرته المهنية، نشر لويس في العديد من المواضيع الأخرى بجانب ما ذكرناه حيث نشر في طبيعة الكمية الضوئية إلى اقتصاد ثبات الأسعار. في السنوات الأخيرة من حياته، توصل لويس وطالبه مايكل كاشا –آخر من أشرف عليه لويس- أن فسفورية الجزيئات الحيوية تتضمن انبعاث ضوء من إلكترون واحد في حالة ثلاثية مستثارة.
في 1946، وجد طالب جثة لويس تحت طاولة عمل معمل في باركلي. كان لويس يعمل على تجربة تتضمن سائل هيدروجين السيانيد، مع تسرب أبخرة مميتة من خط مكسور في المعمل. حكم قاضي التحقيق أن سبب الوفاة هو مرض القلب التاجي بسبب انعدام أي علامات اختناق، إلا أن الكثيرين يفترضون أن سبب الوفاة هو الانتحار. قال البروفيسور في بيركلي ويليام جولي الذي كتب العديد من التقريرات بخصوص وفاة لويس أن معظم من كانوا في المقسم اعتقدوا أن لويس قام بالانتحار.

## روابط خارجية
- جيلبرت نيوتن لويس على موقع الموسوعة البريطانية (الإنجليزية)